# Parco eolico di Collarmele
Il parco eolico di Collarmele, denominato Windsol, è un impianto di produzione di energia eolica situato principalmente nel territorio comunale di Collarmele
(AQ), in Abruzzo.

## Descrizione
L'impianto situato a Collarmele, in Abruzzo, si estende entro i limitrofi territori comunali di Cerchio e di Pescina nella valle del Giovenco, al confine tra l'area esterna del parco naturale regionale Sirente-Velino e la piana del Fucino, sul monte Coppetella, non lontano dal valico di Forca Caruso.
L'impianto comprende inoltre una sottostazione elettrica in alta tensione che permette l'erogazione di corrente direttamente nella linea Terna. 
Realizzato nel 1998, era composto inizialmente da 42 aerogeneratori da 250 kW ed una macchina da 350 kW. Nel 2006 sono state poi installate 5 macchine General da 1.500 kW gestite dall'Enel.
Nel 2006-2009 sono stati effettuati lavori di rifacimento, con l'installazione di 32 generatori Vestas da 2 MW ciascuno, in grado di produrre annualmente 72.000 MWh, equivalenti al consumo di 50.000 famiglie. 
Il parco eolico ha permesso ai comuni marsicani di implementare i servizi e le opere pubbliche grazie agli introiti derivanti dalla produzione di "energia pulita".